# Gullviveblomfluga
Gullviveblomfluga (Cheilosia antiqua) är en tvåvingeart som först beskrevs av Johann Wilhelm Meigen 1822.  Gullviveblomfluga ingår i släktet örtblomflugor, och familjen blomflugor.
Artens utbredningsområde är Tyskland. Arten har ej påträffats i Sverige. Inga underarter finns listade i Catalogue of Life.